# Phyllophaga parumpunctata
Phyllophaga parumpunctata är en skalbaggsart som beskrevs av Bates 1889. Phyllophaga parumpunctata ingår i släktet Phyllophaga och familjen Melolonthidae. Inga underarter finns listade i Catalogue of Life.